# Fico+Fico show
Fico+Fico Show è un programma televisivo che trasmette in successione tutti gli sketch dei Fichi d'India, realizzati nei loro 20 anni di carriera.
Trasmesso nel luglio del 2009 su Italia 1 con la conduzione di Nora Amile, nel dicembre dello stesso anno è andato in onda il sabato in prima serata sulla stessa rete, condotto da Cristina Chiabotto, con il titolo Fico+Fico Christmas Show.
È tornata poi una seconda edizione del  Fico+Fico Christmas Show sempre nella stessa rete con gli stessi conduttori nel dicembre 2010. La seconda edizione è andata in onda tutto il mese di dicembre per un totale di 8 appuntamenti, ma gli appuntamenti originali erano pochissimi: all'incirca 3 appuntamenti. I rimanenti 5 appuntamenti erano mash-up di repliche.
Il programma è stato replicato sul canale satellitare Mediaset Plus.